# 밀랍 서판

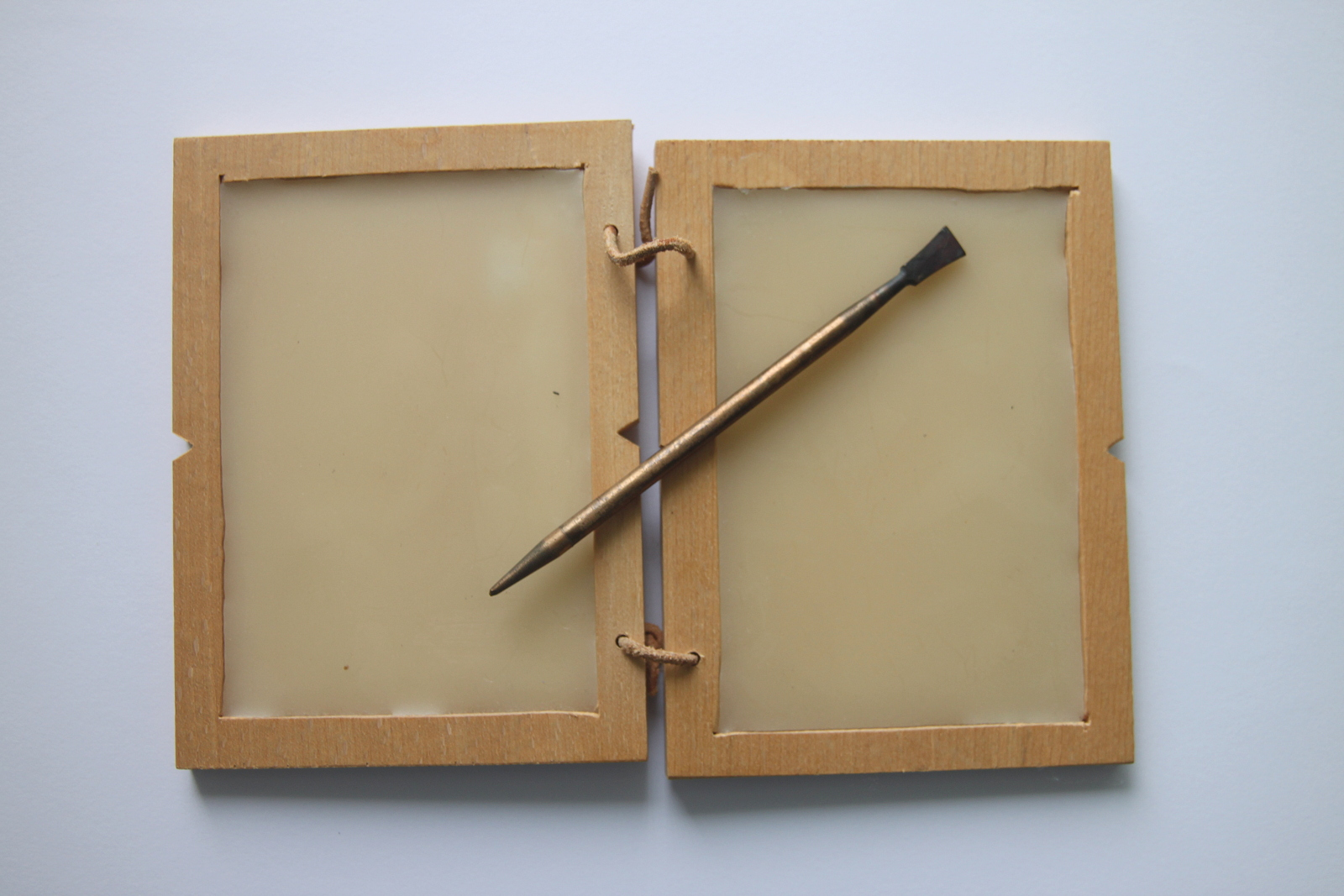
밀랍 서판과 첨필

밀랍 서판은 밀랍이 덮혀 있는 나무판으로, 보통 서판과 헐렁하게 연결된 덮개 서판이 있어 보통 2연판(디프티카) 구조로 이뤄졌다. 고대와 중세 시대 때 재사용 가능하고 휴대할 수 있는 필기구로 사용되었다. 키케로의 문헌들은 '케라이'(cerae)를 사용하는 것을 언급하며, 일부 밀랍 서판들은 하드리아누스 방벽에 있는 로마 요새의 물에 잠긴 채 보존되어 있었다. 중세의 밀랍 서판은 일부 유럽의 박물관에서 전시되고 있다.
밀랍에 글씨를 쓰는 행위는 첨필이라고 하는 뾰족한 도구와 같이 이뤄졌다. 직선 형태의 스패튤러 같은 도구 (보통 침필의 촉 부분 반대쪽에 위치)가 지우개처럼 사용되었을 것이다.

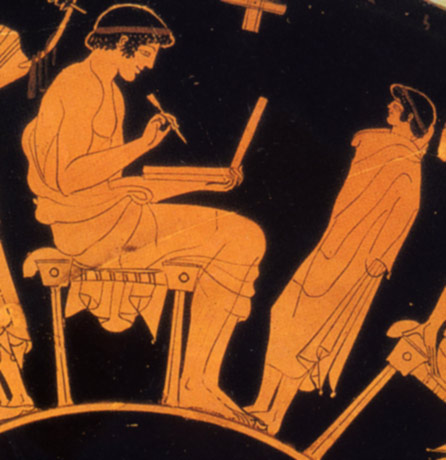
첨필과 밀랍 서판 (기원전 500년경 두리스작)

밀랍 서판은 학생들이나 비서들이 필기를 하는 것에서부터 업무 장부를 기록하는 것까지 다양한 목적들로 사용되었다. 속기의 초기 형태 역시도 사용되었다.

## 고대 때 사용
상아 힌지가 달린 나무 서판에 대한 가장 오래된 예시는 1986년 터키의 카쉬 인근에서 발견된 기원전 14세기의 울루부룬 난파선에서 발견되었다. 이 발견물은 호메로스 기록물에서 서판에 대한 언급이 시대 착오적이지 않음을 보여주었다.
1979년 알바니아 두러스에서, 서기 2세기의 대금 업자의 것으로 여겨지는 무덤에서 상아로 만든 밀납 서판 두 개가 발견되었다.
그리스인들은 가죽으로 된 두루마리와 함께 접이식 밀랍 서판을 기원전 8세기 중엽에 사용하기 시작했을 것이다. Liddell & Scott, 1925년 개정판은 그리스어로 서판을 뜻하는 '델토스' (δέλτος) 대한 어원을 고대 그리스와 로마 저자들과 문서들에서 서판의 형태에 대한 기록을 근거로 하여 델타 (Δ)에서 비롯했다고 하였다. 또 다른 이론에서는 델토스가 셈어 지명 '달투'(daltu)를 가지고 있으며, 달투는 본래 문을 뜻하지만 기원전 13세기 우가리트에서 서판으로 사용되었다고 한다. 히브리어에서 달투는 '달레트'(daleth)로 바뀌었다.
기원전 1천년대에 서판이 메소포타미아와 시리아, 팔레스타인 등 지역에서 사용되었다. 이라크의 니네베의 아시리아 통치자 센나케립의 남서쪽 궁전에서 발굴된, 기원전 640년-615년의 것으로 추정되는 석제 서판(British Museum, ME 124955)은 사람 두 명을 묘사하는데, 한 명은 두루마리를 움켜쥐고 있고, 나머지는 열린 2연판으로 여겨지는 서판을 들고 있다. 베르트 반 레게모터 (Berthe van Regemorter)는 기원전 8세기 후반의 것으로 추정되는 신히타이트의 '타르훈피야스의 석주'(Tarhunpiyas, Musée du Louvre, AO 1922.))에서 유사한 인물을 식별하였는데, 이 인물은 독특한 단추가 있는 명판같이 생긴 형태를 쥐고 있는 것처럼 보인다. 상아 서판들이 님루드의 사르곤 왕궁 유적지에서 발견되었다. Margaret Howard는 이 서판들이 H 문자를 닮은 가죽 조각들이 콘서티나 구조 형태를 이루게 서판의 모서리를 따라 있는 구멍에 끼워 들어가 이뤄진 정교한 구조를 이용하여 연결되어 있었을 것이라 추측하였다.

## 중세에서 근대에서 사용

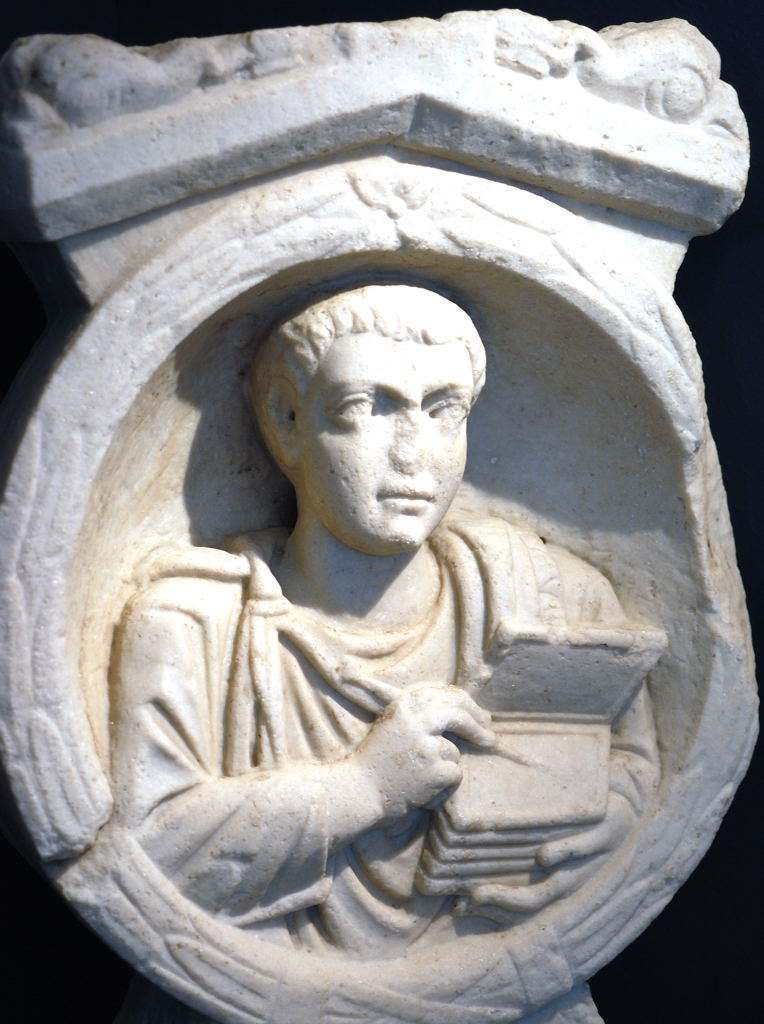
노리쿰 플라비아 솔바에 있는 로마인 필경사의 묘비에서 첨필과 서판.

수도사이자 수학자인 라이헤나우의 헤르만(1013년–1054년)은 밀랍 서판을 사용했고 그는 제자 라이헤나우의 베르톨트에게 자신의 기록들을 밀랍 서판에 기재한 뒤에 필사본으로 만들 것을 부탁하였다.
투르네의 생 마르텡 수도원의 수도사 투르네의 에리망 (1095년—1147년)은 서판에 어느 정도는 기록을 한다고 하였다.
밀랍 서판에 대한 주목할 만한 예시는 오스트리아의 가장 오래된 도시 엔스에 1500년에 건설된 병원에 대한 지역권 기록이다. 375 x 207 mm (14.76 x 8.15 인치) 크기에 한 가리 당 90 mm (3.54 inch)으로 배열된 나무판 열 개 각각은 축을 따라 두 쪽으로 나뉜다. 연간 지불해야하는 비용 등이 왼쪽의 접착제가 발라진 양피지 또는 종이에 적혔다. 수취한 지불 비용은 오른쪽에 공제되어 (이후에 삭제) 기록되었으며, 이 내용들은 갈색을 띄는 검은색 필기용 왁스로 칠해졌다. 왁스는 밀랍을 기반으로 했고, 식물성 기름 5-10%와 탄소 안료를 함유했다. 녹는점은 대략 65 °C이다. 이 기록물은 1447년부터 시작된 일찍이 쓰인 기록물에 대한 연장선이다.
밀랍 서판은 19세기까지 한시적으로 중요한, 대량의 업무 기록에 쓰였다. 예시로, 슈베비슈할의 소금 광산 관리국은 1812년까지 밀랍 서판을 썼다. 루앙의 어시장은 1860년대까지 썼는데, 서판의 구조 및 사용법 등이 1849년 기록물에 잘 남아 있었다.

## 참고 문헌
- Galling, K., 1971. "Tafel, Buch und Blatt" in Near Eastern Studies in Honour of W. F. Albright (Baltimore), pp 207–23.